# Phantom (1922)

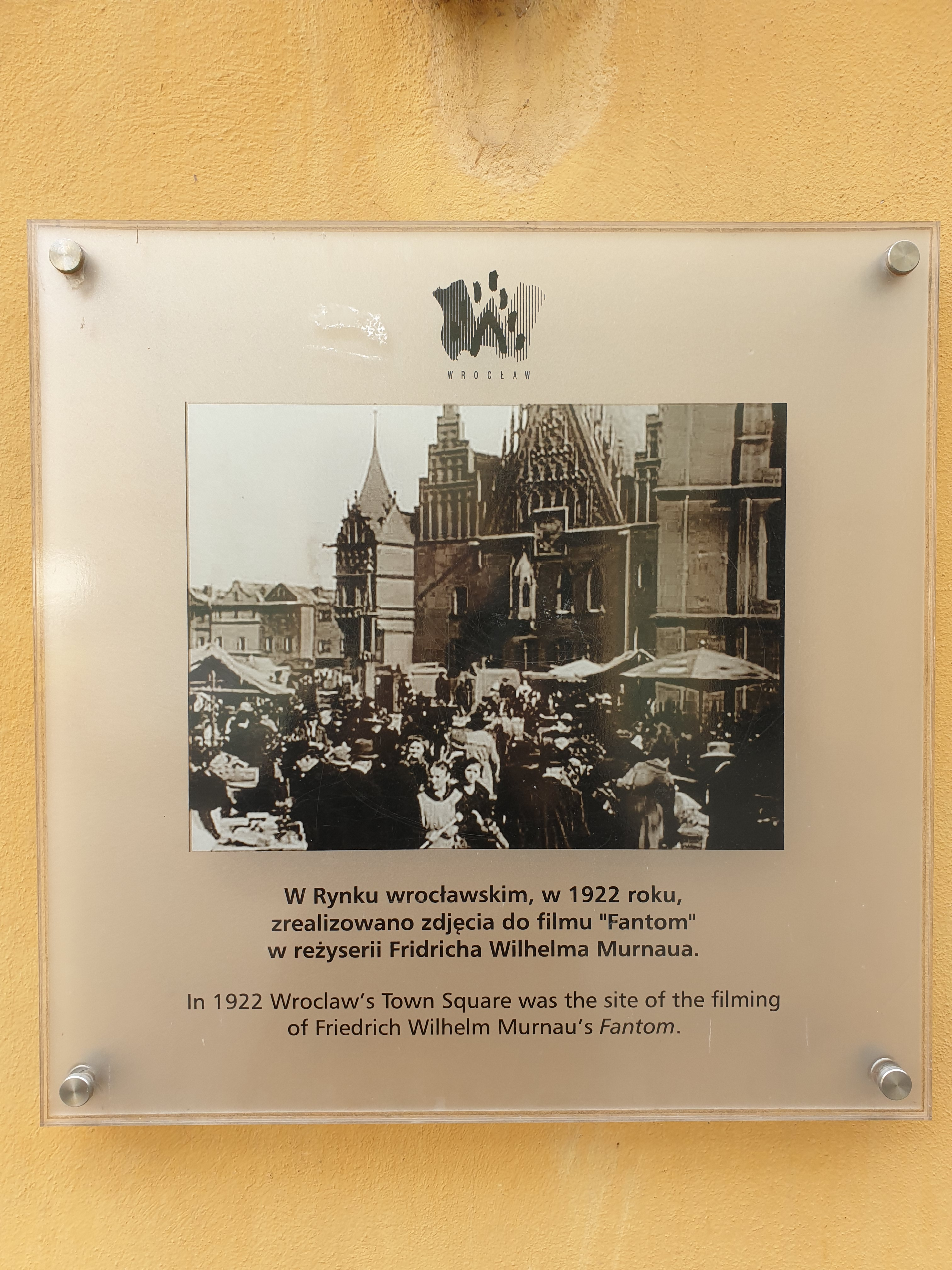
Erinnerungstafel in Wrocław

Phantom ist ein deutscher Stummfilm von Friedrich Wilhelm Murnau aus dem Jahr 1922. Der Film wird der Stilrichtung des Expressionismus zugerechnet und entstand nach dem gleichnamigen Roman von Gerhart Hauptmann.

## Handlung
Lorenz Lubota schreibt rückblickend die Geschichte seines Lebens auf: Er ist angestellter Schreiber bei der Stadt, Bücherwurm und Möchtegern-Dichter. Eines Tages auf dem Weg zur Arbeit wird er von einer Pferdekutsche angefahren. Er ist von der Schönheit der Fahrerin, der Tochter Veronika des reichen Eisenwarenhändlers Harlan, betört und jagt ihr fortan nach wie einem Phantom. Lubota gleitet ab in seine eigene, surreale Traumwelt. Seine Gedanken drehen sich nur darum, Veronika nahezukommen, er spricht gar bei ihren Eltern vor und macht einen Heiratsantrag. Abgewiesen und gedemütigt vernachlässigt Lubota sein Leben und verliert seine Arbeit.
Zufällig lernt er Melitta kennen, die Veronika zum Verwechseln ähnlich sieht. Er tröstet sich mit ihr, die ihn um sein Geld bringt und für die er bei seiner Tante, der Pfandleiherin Schwabe, unter der falschen Vorgabe, bald Tantiemen für seine Gedichtveröffentlichungen zu bekommen, auch noch Geld leiht. Als seine Tante ihm droht, seine Betrügereien der Polizei zu melden, lässt Lubota sich auf den zwielichtigen Wigottschinski ein. Nachts brechen sie bei der Pfandleiherin ein, um ihr Geld aus dem Tresor zu stehlen. Als sie von ihr überrascht werden, tötet Wigottschinski sie.
Lubota kommt als Mitschuldiger ins Gefängnis. Bei seiner Entlassung wartet die Buchbindertochter Marie auf Lubota. Sie hat ihn immer heimlich geliebt und nimmt sich nun seiner an.

## Hintergrund
Die Dreharbeiten fanden in den Filmateliers und dem Freigelände der Decla-Bioscop in Neubabelsberg statt, dem heutigen Studio Babelsberg in Potsdam. Die Bauten des Films stammen von Hermann Warm und Erich Czerwonski.
Die Uraufführung von Phantom fand aus Anlass des 60. Geburtstags von Gerhart Hauptmann am 13. November 1922 im Berliner Ufa-Palast am Zoo statt.
Der Autor der literarischen Vorlage ist am Anfang des Films kurz selbst zu sehen.

## Kritiken
Für Béla Balázs ist dieser Film …der geniale Versuch, …die Welt im Kolorit eines Temperaments, in der Beleuchtung eines Gefühls zu zeigen: objektivierte Lyrik.
Fred Gehler meint, Lorenz Lubotas Geschichte ist nicht nur das Erlebnis einer Amour fou und ihrer Folgen, sie spiegelt auch die Situation des deutschen Kleinbürgers unmittelbar nach Krieg und Novemberrevolution – sein gestörtes Realitätsverhältnis, sein Schwanken, seine Ratlosigkeit.